# Max Meijer
Maurits (Max) Meijer (Amsterdam, 28 mei 1908 - aldaar, 16 december 1976) was een Nederlandse communist, verzetsstrijder in de Tweede Wereldoorlog en een van de eerste Nederlanders die als vrijwilliger aan de zijde van de republikeinen vocht in de Spaanse Burgeroorlog.

## Levensloop

### Spaanse Burgeroorlog
In september 1936, ongeveer twee maanden na het uitbreken van de Spaanse Burgeroorlog, vertrok Meijer naar Spanje zonder enige vorm van organisatie. In Parijs ontmoette hij drie Engelsen die ook naar Spanje gingen. Omdat de Frans-Spaanse grens nog open was, konden ze gemakkelijk met de trein oversteken. Meijer sloot zich aan bij de Columna Carlos Marx, een militie-eenheid georganiseerd door de Verenigde Socialistische Partij van Catalonië (PSUC) en de vakbond UGT.
Meijer werd eerst ingezet rond Madrid en later aan het Aragon-front. Uiteindelijk kwam hij terecht aan de Spaans-Franse grens, waar hij patrouilleerde. In een interview vertelde hij dat hij 120 fascisten had gearresteerd die via Andorra naar het noordwesten van Spanje probeerden te reizen, omdat dit deel was veroverd door de troepen van Francisco Franco.
Na de ontbinding van de Internationale Brigades keerde Meijer op 5 december 1938 terug naar Nederland. Net als bij vele Spanjestrijders werd zijn nationaliteit hem ontnomen en werden zijn eigendommen uit Spanje in beslag genomen. Al snel werd hij lid van de Communistische Partij van Nederland (CPN) en kon hij moeilijk werk vinden.

### Tweede Wereldoorlog
Tijdens de Duitse bezetting van Nederland sloot Meijer zich aan bij het communistisch verzet, samen met andere oud-Spanjestrijders, en nam hij deel aan sabotageactiviteiten. Volgens de communistische krant De Waarheid was hij in 1941 een van de meest gezochte 'joods-bolsjewistische moordenaars'. In hetzelfde jaar wordt hij kort vastgehouden maar door een 'goede rechercheur' weer vrijgelaten. Hij belsloot om onder te duiken en contact te zoeken met oud-Spanjestrijder Jan Hendrik van Gilse. Samen met van Gilse en Freek Wagenaar richt hij een militiegroep op en later werd hij commandant van de Raad van Verzet in Amsterdam.
Zijn vader werd vermoord in kamp Sobibór, maar Meijer zelf overleefde de oorlog.

### Naoorlogse periode
Op 14 november 1945 trouwde Meijer met Margarethe Kiep. In 1947 kreeg hij zijn Nederlandse nationaliteit terug. In 1949 werd hij echter ontslagen en in 1959 werd hem een paspoort geweigerd vanwege het vermoeden dat hij in het buitenland activiteiten zou ondernemen die gericht waren tegen de openbare orde, rust en veiligheid van het Koninkrijk of bevriende naties. Voor de CPN werd Meijer aangewezen voor het propaganda-werk onder de Spanjaarden.